# Blaze Fire Blaze
Blaze Fire Blaze – szesnasty album studyjny Sizzli, jamajskiego wykonawcy muzyki reggae i dancehall.
Płyta została wydana 17 czerwca 2002 roku przez niewielką wytwórnię Whodat Records, w związku z czym brakuje jej w niektórych oficjalnych dyskografiach Sizzli. Na krążku znalazła się kompilacja najnowszych singli wokalisty.

## Lista utworów
1. "Blaze Fire Blaze"
2. "Gi Dem Gunshot"
3. "To the Point"
4. "Gimmi Di Woman Dem"
5. "Thought for the Day"
6. "Dash Dem Way"
7. "Fat & Yu Clean"
8. "Nah Hear"
9. "Woman Caan Too Much"
10. "Give It To Dem"
11. "Ever Living Life"
12. "Trod On"
13. "Taking Over"
14. "Judgement"